# Rosso dei Colli Amerini
Il Rosso dei Colli Amerini è un vino DOC la cui produzione è consentita nella provincia di Terni.

## Caratteristiche organolettiche
- colore: rosso rubino.
- odore: vinoso e gradevole.
- sapore: fresco, spumeggiante e corposo.

## Produzione
Provincia, stagione, volume in ettolitri
- Terni  (1990/91)  3857,0
- Terni  (1991/92)   (1994,0
- Terni  (1992/93)  2784,0
- Terni  (1993/94)  2969,0
- Terni  (1994/95)  2625,0
- Terni  (1995/96)  2975,0
- Terni  (1996/97)  3697,0